# Serafino De Tivoli
Serafino De Tivoli (Livorno, 22 febbraio 1825 – Firenze, 1º novembre 1892) è stato un pittore e militare italiano.

## Biografia

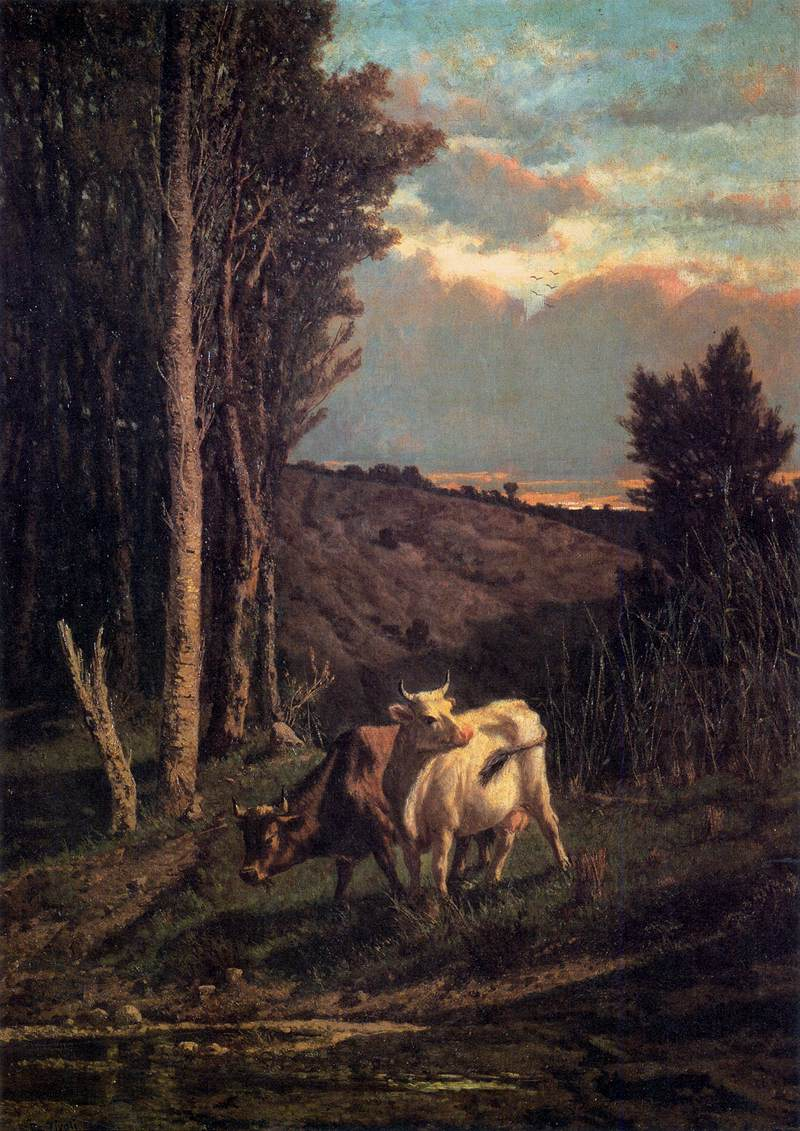
Al pascolo, 1859

Nato da Abramo Samuel e Fortunata Moro, nel 1836 si trasferisce con la famiglia a Firenze e dal 1838, con il fratello minore Felice, è allievo di Károly Markó il Vecchio che lo educa all'arte secondo i principi neoclassici. Nel 1848 si arruola volontario con Giuseppe Garibaldi e partecipa alla Prima guerra d'indipendenza italiana, combattendo nella Battaglia di Curtatone e Montanara unitamente ad altri artisti pervasi da patriottismo quali Silvestro Lega, Giuseppe Bandi e Angiolo Tricca e contribuendo nel 1849 alla difesa di Roma.
Alla conclusione del suo impegno bellico torna a Firenze, dove avvia la frequentazione con gli artisti del Caffè Michelangiolo che dal 1855 origineranno il movimento Macchiaiolo ed espone alla Società Promotrice di Belle Arti due paesaggi (oggi dispersi), ripetendosi l'anno successivo dove inizia a dedicarsi alla pittura di paesaggio o della natura en plein air, con ambientazioni nelle campagne toscana e laziale.
Sul modello della Scuola francese di Barbizon, nel 1853 fonda la Scuola di Staggia con il fratello Felice, Francesco Saverio Altamura, Lorenzo Gelati, Carlo Ademollo, Károly Markó il Giovane e Alessandro La Volpe, comunità nella quale gli artisti si ritrovano all'aperto, spesso rappresentando uno stesso soggetto e con un utilizzo sperimentale del colore mirata alla ricerca della perfetta rappresentazione del vero.
Nel 1855 si reca a Parigi con Francesco Saverio Altamura, dove incontra Domenico Morelli, per seguire le discussioni sorte intorno a Gustave Courbet e ai paesaggisti della Scuola di Barbizon, frequenta gli studi di Alexandre-Gabriel Decamps, Constant Troyon e Rosa Bonheur percependone i nuovi concetti propagati dal naturalismo romantico, legge gli studi di Théodore Rousseau e viene affascinato dallo spirito paesaggistico di Jean-Baptiste Camille Corot e di Narcisse Diaz de La Pena..
Nello stesso anno viaggia a Londra, in occasione della Esposizione Universale, dove il fratello Felice si stabilisce dal 1859; il ritorno a Firenze coincide con il periodo di più attiva produzione pittorica, dove si distacca dall'impronta di Károly Markó il Vecchio e diffonde tra i colleghi l'entusiasmo per la nuova pittura realista, contribuendo alla nascita del movimento pittorico dei macchiaioli e partecipando attivamente alle discussioni che si tenevano al Caffè Michelangiolo di Firenze.
Nel 1862 partecipa alla Promotrice di Firenze con otto opere e, sulla risma di un'accesa diatriba con il collega Telemaco Signorini che lo accusa di essere eccessivamente legato ai propri interessi economici, torna a Londra dove si ricongiunge con il fratello e diventa maestro di pittura per un ricco inglese.
Nel 1873 è a Parigi, dove frequenta gli artisti del Café Guerbois che da lì a poco fondano il movimento degli Impressionisti, in particolare Edgar Degas, alla pari dei colleghi Federico Zandomeneghi, Giovanni Boldini e Giuseppe De Nittis.
Le precarie condizioni economiche, che testimoniano la sua difficile integrazione con il mondo artistico parigino, estremamente votato alla visione commerciale dell'arte e la cecità lo inducono al ritorno a Firenze, dove viene nominato professore della Reale Accademia di Belle Arti.

## Stile
Di formazione neoclassica come allievo di Károly Markó il Vecchio a partire dal 1849, di ritorno dal periodo bellico, frequenta l'ambiente macchiaiolo del Caffè Michelangiolo, legando particolarmente con Angiolo Tricca e Vito D'Ancona.
(Telemaco Signorini)
(Adriano Cecioni)
Nel 1848 debutta alla Promotrice fiorentina con Paese di composizione, nel 1849 e nel 1850 vi espone paesaggi laziali, oggi dispersi e un Motivo presso il lago di Massaciuccoli.
La fondazione nel 1853 della scuola di Staggia delinea il suo abbandono dell’approccio accademico derivato da Károly Markó il Vecchio per avvicinare una visione personale e quotidiana della natura riprodotta dal vivo (unitamente al fratello Felice e all'amico Cristiano Banti nelle ambientazioni della Valle del Serchio, delle campagne fiorentine (Poggio di Fiesole visto dal canale del Cionfo) e delle Alpi Apuane, che conduce da lì a poco alla visione pittorica propria dei Macchiaioli.
(Adriano Cecioni)
Alla Promotrice del 1855 presenta quattro paesaggi, Motivo delle Cascine di Pisa, Il ponte degli Strulli presso Figline, Paese dal vero a Staggia e Motivo presso l'Alvernia: nello stesso anno visita Parigi in occasione dell'Esposizione Universale, dove viene in contatto con i rivoluzionari paesaggisti della Scuola di Barbizon e importa a Firenze questo nuovo gusto pittorico caratterizzato da un approfondito studio della luce e del colore che tende a ripartire le varie superfici, nell'alternanza di luci e ombre
fra noi, propugnando le più progressiste idee sull'arte di quel tempo, fu l'iniziatore dei violenti chiaroscuri che aveva ammirati in Decamps, in Troyon e in Rosa Bonheur da esser chiamato il papà della macchia»
(Telemaco Signorini)
Risalgono a questo periodo le sue opere più note, come Paesaggio con vacche al pascolo, Il pascolo, Il ponte di Legno, Portico di Villa Toscana, Marina con pescatori, La pesca sul fiume.
Nel 1861 partecipa alla prima Esposizione nazionale di Firenze con Veduta del Val d'Arno, riesposto nel 1862 alla esposizione della Società promotrice di belle arti di Torino con il titolo Un pascolo, paesaggio con figure.
Dopo la definitiva rottura con Telemaco Signorini e le critiche di altri colleghi Macchiaioli per l'utilizzo del ton gris derivato dalla Scuola di Barbizon
(Adriano Cecioni)
nel 1863 è a Parigi per il Salon des Refusés e a Londra, nel 1866 espone alla Società Promotrice di Genova con L'innocenza, alla mostra della British Institution Ragazza fiorentina e alla Royal Society Riposo dopo la danza, Una contadina romana e 'La campagna romana, ripetuta nel 1867 con Il messaggero nero e Nello Warwickshire.
Nel periodo parigino espone al Salon des Refusés
conL'antica pescaia a Bougival, una delle opere meglio conosciute del De Tivoli, viene poi premiato all'Esposizione nazionale di Torino del 1880 con La Senna a St.Denis, anno in cui al Salon parigino viene premiato con Lavandaie sulla Senna, mentre all'Esposizione universale di Parigi del 1889 ottiene una medaglia di bronzo con Lavandaia sulla riva della Senna.
Dopo aver partecipato alla Esposizione triennale di Brera, si ricovera nell'ospizio israelitico di Firenze, dove muore il 1º novembre 1892.

## Opere principali
- Paesaggio con bovi (1855), olio su tela, Museo civico Giovanni Fattori di Livorno;
- La pesca sul fiume (1855-1856), olio su tavola, Pinacoteca Corrado Giaquinto di Bari;
- Paesaggio (1856), olio su tela, Galleria nazionale d'arte moderna di Roma;
- Paesaggio con cascata (1856), olio su tela, collezione privata;
- La questua (1856), olio su tela, collezione privata;
- Riposo nel bosco (1857), olio su tela, collezione privata;
- Paesaggio sull’Arno (1857), olio su tela, Galleria d'arte moderna, Palazzo Pitti, Firenze;
- Il ponte di legno, (1857-1859), olio su tela, collezione privata;
- Marina con pescatori (1858), olio su tela, disperso;
- Paese con animali (1858), olio su tela, collezione privata;
- Una pastura (1859), olio su tela, Galleria d'arte moderna, Palazzo Pitti, Firenze;
- Paesaggio con vacche al pascolo (1859), olio su tela, Galleria d'arte moderna, Palazzo Pitti, Firenze;
- Portico di villa toscana (1859), olio su tela, disperso;
- Veduta di Villa Salviati (1859), olio su tela, disperso;
- Veduta del Val d'Arno (Pascolo) (1860), olio su tela, Galleria d'arte moderna di Torino;
- L’Arno a San Rossore (1860-1864), olio su tavola, Pinacoteca Corrado Giaquinto di Bari;
- Ritratto della signora Giovannini (1860-1865), olio su tela, Galleria d'arte moderna, Palazzo Pitti, Firenze;
- Ritratto del bimbo Giovannini (1860-1865), olio su tela, Galleria d'arte moderna, Palazzo Pitti, Firenze;
- Grano maturo (1860-1870), olio su tela, Galleria d'arte moderna, Palazzo Pitti, Firenze;
- Al guado (1862), olio su tela, Galleria d'arte moderna, Palazzo Pitti, Firenze;
- L’Arno alle Cascine (1863), olio su tavola, collezione privata;
- La lettera alla mamma (1864), olio su tela, Galleria d'arte moderna, Palazzo Pitti, Firenze;
- Campagna francese (1875), olio su tavola, collezione privata;
- Natura morta con frutta (1875-1879), olio su tela, Galleria d'arte moderna, Palazzo Pitti, Firenze;
- La Senna a Bougival (1880), olio su tela, collezione privata;
- La pescaia a Bougival, non datata, olio su tela, collezione privata;
- Case di scavatori di Montmartre, non datata, olio su tela, dispersa.